# 국립한국교통대학교 박물관
한국교통대학교박물관(韓國交通大學校博物館, Korea National University of Transportation Museum)은 충청북도 충주시 한국교통대학교 충주캠퍼스 내에 산학협동프라자(대학본부)에 있는 박물관이다. 1980년 4월 1일 공업박물관이라는 명칭으로 개관하였으며 교명이 변경될 때마다 박물관의 이름도 바뀌었다. 1992년에는 충주산업대학 박물관, 1993년에는 충주산업대학교 박물관에서 1999년 충주대학교 박물관으로 명칭이 변경되었다가 2012년에는 철도대와 통폐합되어 한국교통대학교 박물관으로 명칭이 변경되었다. 충청북도 기념물 제81호 중원 문주리 와요지를 발굴하기도 하였고 현재 약 800여점의 유물을 소장하고 있다.

## 조직
- 학예부 : 역사적 유물이나 민속, 인류학자료를 수집하여 보관, 진열,고증 등을 추진한다.
- 운영위원회 : 관장을 자문하여 일을 맡는다.

## 관람시간
평일 오전 10시 ~ 오후 5시. 공휴일, 개교기념일, 졸업식 등에는 쉰다.

## 같이 보기
- 한국교통대학교